# Puente de Alamanna
El puente de Alamanna (en griego: Γέφυρα της Αλαμάνας, Géfyra tis Alamanas) es un puente situado sobre el río Esperqueo, cerca de Lamía, en Grecia. 
Es célebre por la heroica resistencia de Athanasios Diakos y del obispo de Salona, que al frente de un puñado de patriotas griegos (que perecieron todos) se opusieron al paso de dos columnas turcas, mandadas por Omer Vriones y Mehemet Pacha el 5 de mayo de 1821.